# Beijing Vestbanegård
Beijing Vestbanebanegård eller Beijing Vest ligger i det tidligere Xuanwudistrikt i Beijing. Den blev åbnet i 1996 efter en treårig byggeperiode, og er en af de største jernbanestationer i Asien. Den blev udvidet i 2000 og kan nu betjene 300.000 passagerer per dag og har også et stort antal parkeringspladser.
Tog som udgår fra Beijing Vest går mod vest og syd , med undtagelse af destinationer mod kysten. De afgår fra Beijing Hovedbanegård.
Beijing–Guangzhou–Shenzhen–Hongkong højhastighedsjernbane, som foreløbig går til Shenzhen (2012), afgår fra stationen.
39°53′37″N 116°18′54″Ø / 39.8935439°N 116.3149215°Ø
1. ↑  Navnet er anført på bokmål og stammer fra Wikidata hvor navnet endnu ikke findes på dansk.
2. ↑  Navnet er anført på bokmål og stammer fra Wikidata hvor navnet endnu ikke findes på dansk.
3. ↑  Navnet er anført på engelsk og stammer fra Wikidata hvor navnet endnu ikke findes på dansk.
4. ↑  Navnet er anført på engelsk og stammer fra Wikidata hvor navnet endnu ikke findes på dansk.
5. ↑  Navnet er anført på engelsk og stammer fra Wikidata hvor navnet endnu ikke findes på dansk.
6. ↑  Navnet er anført på engelsk og stammer fra Wikidata hvor navnet endnu ikke findes på dansk.
7. ↑  Navnet er anført på engelsk og stammer fra Wikidata hvor navnet endnu ikke findes på dansk.
8. ↑  Navnet er anført på engelsk og stammer fra Wikidata hvor navnet endnu ikke findes på dansk.
9. ↑  Navnet er anført på engelsk og stammer fra Wikidata hvor navnet endnu ikke findes på dansk.